# PGC 72600
PGC 72600 est une galaxie spirale (particulière ?) située dans la constellation de Pégase. Sa vitesse par rapport au fond diffus cosmologique est de 7 652 ± 24 km/s, ce qui correspond à une distance de Hubble de 112,9 ± 7,9 Mpc (∼368 millions d'al).
PGC 72600 présente une large raie HI et est une galaxie LINER, c'est-à-dire une galaxie dont le noyau présente un spectre d'émission caractérisé par de larges raies d'atomes faiblement ionisés.
Selon la base de données astronomique Simbad, elle est aussi une radiogalaxie.

## Abell 2666
PGC 72600 est membre de l'amas de galaxies Abell 2666, situé à une distance de Hubble de 113,55 ± 8,06 Mpc (∼370 millions d'al).